# 배숙
배숙(-熟)은 배, 통후추, 생강, 꿀 또는 설탕, 물로 만드는 한국의 전통 화채이다.원래, 배숙은 궁중요리 중 하나로, 20세기 중반까지는 대중들에게 널리 보급되지 않았다. 배숙은 또한 이숙（梨熟）이라고 부르는데 두개 단어 모두 "요리된 배"라는 뜻이다. 배숙을 만들려면 배의 껍질을 깎은 후, 먹기 쉽게 여러 조각으로 나눈다. 3개의 통후추를 위에 얹는다.
딱딱하고 신맛의 문배를 사용하며, 통째로 배를 익힐 경우 향설고 (香雪膏)라고 부른다.

## 같이 보기
- 수정과
- 식혜